# هوجو موتوتوکی
هوجو موتوتوکی ((به ژاپنی: 北条 基時 Hōjō Mototoki)؛ 1286 – ۴ ژوئیهٔ ۱۳۳۳) سیاستمدار، شیکن در شوگون‌سالاری کاماکورا اهل ژاپن بود.